# District de Tamsweg
Le district de Tamsweg est une subdivision territoriale du land de Salzbourg en Autriche, correspondant à la région du Lungau.

## Géographie

### Lieux administratifs voisins
| District de Sankt Johann im Pongau                  | District de Liezen (Land de Styrie) |                                    |
|                                                     |                                     | District de Murau (Land de Styrie) |
| District de Spittal an der Drau (Land de Carinthie) |                                     |                                    |

## Communes
Le district de Tamsweg est subdivisé en 15 communes :
- Göriach
- Lessach
- Mariapfarr
- Mauterndorf
- Muhr
- Ramingstein
- St. Andrä im Lungau
- St. Margarethen im Lungau
- St. Michael im Lungau
- Tamsweg
- Thomatal
- Tweng
- Unterberg
- Weisspriach
- Zederhaus